# Asynapta artocarpi
Asynapta artocarpi är en tvåvingeart som först beskrevs av Nayar 1949.  Asynapta artocarpi ingår i släktet Asynapta och familjen gallmyggor. Inga underarter finns listade i Catalogue of Life.